# Mzétchabouk Ier Jakéli
Mzétchabouk Ier Jakéli le Grand (mort le 5 juin 1515) est prince ou atabeg du Samtskhe de 1502 à 1515.

## Biographie
Second fils de Qvarqvaré IV Jakéli, il succède à son frère Kai-Khosrov Ier.
Au début de son règne, il entretient des relations pacifiques avec le « Roi » Constantin II de Géorgie, à qui il reconnaît une certaine prééminence. Il se considère ensuite lui-même comme un roi et se fait appeler « le Grand roi régnant sur tout l’Orient ». Il semble qu’il envisage même de remplacer l’antique dynastie des Bagration par la famille des Jakéli.
Mzétchabouk Ier Jakéli  n’hésite pas à s’associer aux Ottomans pour consolider son pouvoir, en enlevant au Gouriel les provinces d'Atchara et de Tchaneth (l’ancienne Lazique). En 1512, le sultan Selim Ier envoie un séraskier (« commandant en chef ») à la tête d'une troupe importante pour s’emparer de la Géorgie occidentale. Après que les Ottomans ont occupé le Saathabago, Mzétchabouk Ier, qui s’est enfermé dans ses places fortes, décide à la demande du conseil des Meskhes de négocier avec l’envahisseur. Il accorde aux assaillants le libre passage dans ses États pour aller envahir l’Iméréthie et revenir. Les Ottomans respectent le marché et traversent le Samtske sans commettre aucun dégât. Mzétchabouk Ier s’attire alors la haine du roi Bagrat III d'Iméréthie.
Mzétchabouk le Grand se consacre également à l’indépendance de l’Église du Samtskhe. Il se montre toutefois conciliant en acceptant les évêques nommés par le Catholicos dans le contexte de la création, à la même époque, d’un patriarcat d’Abkhazie qui fait sécession du Catholicossat-Patriarcat de toute la Géorgie.
Mzétchabouk Ier Jakéli meurt moine sous le nom de Jacques le 5 juin 1515 et a pour successeur son fils ou son neveu Qvarqvaré V Jakéli.
En effet Cyrille Toumanoff considère que Kai-Khosrov Ier est le père de Qvarqvaré V Jakéli et que  Mzétchabouk Ier est père d'un Jean et d'un Kai-Khosrov.